# Osprey-Klasse (1993)
Die Osprey-Klasse war ein Klasse von zwölf Minenjagdbooten der United States Navy, deren Aufgabe es war, alle Arten von Seeminen aufzuspüren, zu klassifizieren und unschädlich zu machen. Dazu verfügt diese Klasse über das Minenabwehrsystem AN/SLQ-48 und verschiedene Unterwasserortungsanlagen (Sonar- und Videosensoren). 
Zwölf Einheiten dieser Klasse wurden von Northop Grumman Ship Systems in New Orleans und von Intermarine in Savannah gebaut und zwischen 1993 und 1999 in Dienst gestellt. Die Bauart orientiert sich an der italienischen Lerici-Klasse, die von Intermarine in Sarzana gebaut wurde. Um die magnetische Signatur des Schiffes so gering wie möglich zu halten, besteht der Rumpf komplett aus glasfaserverstärktem Kunststoff (GFK), der die Druckwelle einer Unterwasserexplosion aushält.

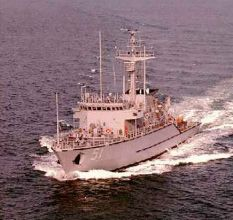
Das Typschiff

Nach den ursprünglichen Planungen waren die Boote der Osprey-Klasse dazu bestimmt, in einem Konflikt-Szenario des Kalten Krieges die Küsten der USA vor Minen zu schützen. Nach dem Wegfall dieser Bedrohung wurden die Boote somit überflüssig und größtenteils eingemottet. Eine andere Verwendung der Boote und ein Einsatz bei Manövern und internationalen Übungen gestaltete sich als schwierig, da die Boote nur bedingt hochseetauglich sind und aufgrund ihrer geringen Geschwindigkeit mit anderen Schiffen im Rahmen eines Verbandes nicht mithalten können. Trotzdem entschied man sich dafür, zwei der Boote, die Cardinal und die Raven, im Jahr 2000 nach Bahrain zu verlegen. Die Boote sicherten dort die internationalen Schifffahrtsrouten im persischen Golf. Letztlich fiel aber auf Grund der bedingten Einsatzfähigkeit die Entscheidung, sämtliche Boote der Osprey-Klasse bis zum Ende des Jahres 2008 außer Dienst zu stellen. Da die Boote aber noch sehr jung waren, wurden diese nicht verschrottet, sondern an befreundete Marinen verkauft oder abgegeben. So gingen die beiden in Bahrain stationierten Boote im Januar 2007 an die ägyptische Marine und zwei weitere Boote im März 2007 an die griechische Marine. Bereits Ende 2007 wurden die letzten vier Boote außer Dienst gestellt. 
Nach den aktuellen Planungen wird die US-Marine keine neuen Minenjagdboote in Auftrag geben. Die Aufgaben dieser Kriegsschiffklasse sollen in Zukunft von den neuen Littoral Combat Ships übernommen werden.

## Einheiten
Vereinigte Staaten
Die Boote der Osprey-Klasse wurden bis auf die USS Black Hawk nach Vögeln benannt, ein Hawk ist zwar auch ein Vogel, Black Hawk war jedoch ein Indianerhäuptling. Der Heimathafen der USS Cardinal und der USS Raven war Bahrain, der Rest war im texanischen Ingleside beheimatet.
| Kennung | Name       | Bauwerft          | Kiellegung         | Stapellauf         | Indienststellung   | Außerdienststellung | Verbleib                  |
| ------- | ---------- | ----------------- | ------------------ | ------------------ | ------------------ | ------------------- | ------------------------- |
| MHC-51  | Osprey     | Intermarine       | 16. Juni 1988      | 23. März 1991      | 20. November 1993  | 15. Juni 2006       | abgewrackt                |
| MHC-52  | Heron      | Intermarine       | 11. Oktober 1989   | 21. März 1992      | 6. August 1994     | 16. März 2007       | an Griechenland (Kalypso) |
| MHC-53  | Pelican    | Avondale Shipyard | 6. Juni 1991       | 27. Februar 1993   | 18. November 1995  | 16. März 2007       | an Griechenland (Evniki)  |
| MHC-54  | Robin      | Avondale Shipyard | 2. Juni 1992       | 11. September 1993 | 11. Mai 1996       | 15. Juni 2006       | abgewrackt                |
| MHC-55  | Oriole     | Intermarine       | 3. August 1991     | 22. Mai 1993       | 16. September 1995 | 30. Juni 2006       | an Taiwan (Yung Yin)      |
| MHC-56  | Kingfisher | Avondale Shipyard | 12. Februar 1993   | 18. Juni 1994      | 26. Oktober 1996   | 1. Dezember 2007    | abgewrackt                |
| MHC-57  | Cormorant  | Avondale Shipyard | 4. Oktober 1993    | 21. Oktober 1995   | 12. April 1997     | 1. Dezember 2007    | abgewrackt                |
| MHC-58  | Black Hawk | Intermarine       | 3. September 1992  | 27. August 1994    | 11. Mai 1996       | 1. Dezember 2007    | abgewrackt                |
| MHC-59  | Falcon     | Intermarine       | 1. Juli 1993       | 3. Juni 1995       | 8. Februar 1997    | 30 June 2006        | an Taiwan (Yung An)       |
| MHC-60  | Cardinal   | Intermarine       | 13. April 1994     | 9. März 1996       | 18. Oktober 1997   | 30. Dezember 2006   | an Ägypten (Al Siddiq)    |
| MHC-61  | Raven      | Intermarine       | 1. April 1995      | 28. September 1996 | 5. September 1998  | 1. Januar 2007      | an Ägypten (Al Farouk)    |
| MHC-62  | Shrike     | Intermarine       | 12. September 1995 | 24. Mai 1997       | 31. Mai 1999       | 1. Dezember 2007    | abgewrackt                |

 Ägypten
| Kennung | Name      | Indienststellung | Außerdienststellung | Bemerkungen |
| ------- | --------- | ---------------- | ------------------- | ----------- |
| M 521   | Al Siddiq | 28. Oktober 2007 |                     | aktiv       |
| M 524   | Al Farouk | 28. Oktober 2007 |                     | aktiv       |

 Griechenland
| Kennung | Name    | Indienststellung | Außerdienststellung | Bemerkungen |
| ------- | ------- | ---------------- | ------------------- | ----------- |
| M 61    | Evniki  | 16. März 2007    |                     | aktiv       |
| M 64    | Kalypso | 16. März 2007    |                     | aktiv       |

 Taiwan
| Kennung  | Name     | Indienststellung | Außerdienststellung | Bemerkungen |
| -------- | -------- | ---------------- | ------------------- | ----------- |
| MHC-1310 | Yung Jin | 10. August 2012  |                     | aktiv       |
| MHC-1311 | Yung An  | 10. August 2012  |                     | aktiv       |